# シャーデー
シャーデー（Sade、英語発音: [ʃɑːˈdeɪ] シャーデイ）は、イギリスのソウル、ジャズ系統のポップスバンドで、シャーディーの表記も見られる。最少の音で構築された渋いながらも洗練された音楽が特徴的で、1980年代にグラミー賞を受賞し、2010年発売のアルバムがBillboard 200で初登場1位となるなど、時代をこえて世界的に高い評価を得ている。女性ソロ歌手と誤解されることもあるが、女性ボーカルとバック・ミュージシャンから成るバンドの名称である。最高の作品を目指すがゆえに極めて寡作で、新作が発表される度に話題となっている。

## 略歴
1984年にデビューし、第2次ブリティッシュ・インヴェイジョンを背景に、1stアルバム『ダイヤモンド・ライフ』がイギリスとアメリカなどでヒットする。1985年の第28回グラミー賞で最優秀新人賞となる。市場に媚びることなく最少の音数で寸分の狂いなく奏でる、ジャズとアダルト・コンテンポラリーをミックスしたサウンドや、アデュのクールなボーカルを特長とする。寡作ながら発表する作品はいずれも世界でヒットし、デビュー時から世界的な実力派バンドである。
1985年にジュリアン・テンプル監督の映画『ビギナーズ』に、シャーデー・アデュがジャズ歌手役で出演し、劇中で歌唱した「Killer Blow」がサウンドトラックに収録された。1993年にトム・ハンクス主演のアカデミー賞受賞映画『フィラデルフィア』で、サウンドトラックとしてパーシー・メイフィールドのカバー「プリーズ・センド・ミー・サムワン・トゥ・ラヴ」をレコーディングし、『ザ・ベスト・オヴ・シャーデー』に収録された。これらの楽曲はいずれもオリジナル・アルバムに未収録である。
1994年から、シャーデー・アデュを除くメンバー3人がスウィートバック名義で活動を始める。
2000年のアルバム『ラヴァーズ・ロック』で、第44回グラミー賞の最優秀ポップ・ボーカル・アルバム賞を受賞する。
2010年2月に約9年ぶりのオリジナル・アルバム『ソルジャー・オブ・ラヴ』を、日本国内盤は3月に、それぞれ発売する。2009年12月に同名の先行シングルを公開し、第53回グラミー賞で最優秀ボーカル・パフォーマンス賞（デュオもしくはグループ）を受賞した。
当初のジャズやソウルの系統のサウンドから、『ラヴァーズ・ロック』以降はブルースやフォークの影響があるギター中心のサウンドに変化している。アデュがジャマイカに移住したこともあり、レゲエの影響も見られる。

## メンバー
- シャーデー・アデュ (Sade Adu) - 女性ボーカリスト。1959年1月16日生まれで、ナイジェリアからイギリスへ移住し、のちにジャマイカへ移住する。
- ポール・スペンサー・デンマン (Paul Spencer Denman) - ベース奏者。
- アンドリュー・ヘイル (Andrew Hale) - キーボード奏者。
- スチュワート・マシューマン (Stuart Matthewman) - ギター、サックスなどを担当。

## ディスコグラフィ

### スタジオ・アルバム
| 年                                        | タイトル                                             | アルバム詳細                                                                                         | チャート最高位 | チャート最高位 | チャート最高位 | チャート最高位 | チャート最高位 | チャート最高位 | チャート最高位 | チャート最高位 | チャート最高位 | チャート最高位 | 認定 |
| 年                                        | タイトル                                             | アルバム詳細                                                                                         | UK             | AUS            | AUT            | CAN            | GER            | NLD            | NOR            | SWE            | SWI            | US             | 認定 |
| ----------------------------------------- | ---------------------------------------------------- | --- | -------------- | -------------- | -------------- | -------------- | -------------- | -------------- | -------------- | -------------- | -------------- | -------------- | --- |
| 1984                                      | 『ダイヤモンド・ライフ』 Diamond Life                | - 発売日: 1984年7月21日 - レーベル: Epic - フォーマット: CD, LP, cassette - 全米売上: 400万枚        | 2              | 6              | 1              | 7              | 1              | 1              | 20             | 18             | 1              | 5              | - UK: 4× プラチナ - AUS: 4× プラチナ - CAN: 2× プラチナ - FRA: 2× プラチナ - GER: プラチナ - NLD: プラチナ - US: 4× プラチナ |
| 1985                                      | 『プロミス』 Promise                                 | - 発売日: 1985年11月9日 - レーベル: Epic - フォーマット: CD, LP, cassette - 全米売上: 400万枚        | 1              | 9              | 6              | —              | 2              | 1              | 6              | 4              | 1              | 1              | - UK: 2× プラチナ - AUS: プラチナ - CAN: 2× プラチナ - FRA: プラチナ - GER: プラチナ - US: 4× プラチナ                       |
| 1988                                      | 『ストロンガー・ザン・プライド』 Stronger Than Pride | - 発売日: 1988年5月8日 - レーベル: Epic - フォーマット: CD, LP, cassette - 全米売上: 300万枚         | 3              | 11             | 6              | —              | 4              | 1              | 7              | 2              | 2              | 7              | - UK: プラチナ - AUS: プラチナ - CAN: プラチナ - FRA: 2× プラチナ - GER: ゴールド - NLD: プラチナ - US: 3× プラチナ          |
| 1992                                      | 『Love Deluxe』 Love Deluxe                          | - 発売日: 1992年11月1日 - レーベル: Epic - フォーマット: CD, LP, cassette - 全米売上: 340万枚        | 10             | 13             | 11             | —              | 14             | 10             | —              | 7              | 6              | 3              | - UK: プラチナ - AUS: プラチナ - CAN: プラチナ - FRA: プラチナ - GER: ゴールド - NLD: ゴールド - US: 4× プラチナ             |
| 2000                                      | 『ラヴァーズ・ロック』 Lovers Rock                   | - 発売日: 2000年11月14日 - レーベル: Epic - フォーマット: CD, LP, cassette - 全米売上: 390万枚       | 18             | 28             | 5              | 13             | 4              | 20             | 5              | 2              | 6              | 3              | - UK: プラチナ - AUS: ゴールド - CAN: 2× プラチナ - GER: プラチナ - NLD: ゴールド - US: 3× プラチナ                          |
| 2010                                      | 『ソルジャー・オブ・ラヴ』 Soldier of Love           | - 発売日: 2010年2月8日 - レーベル: Sony - フォーマット: CD, LP, digital download - 全米売上: 130万枚 | 4              | 4              | 2              | 1              | 2              | 2              | 7              | 1              | 1              | 1              | - UK: ゴールド - CAN: プラチナ - GER: ゴールド - US: プラチナ                                                                |
| "—"は未発売またはチャート圏外を意味する。 |                                                      | |                |                |                |                |                |                |                |                |                |                | |

### ライブ・アルバム
- 『ラヴァーズ・ライヴ』 - Lovers Live (2002年)
- 『ブリング・ミー・ホーム:ライヴ2011』 - Bring Me Home: Live 2011 (2012年)

### EP
- Solid Gold: Sade (1989年)
- 『リミックス・デラックス』 - The Remix Deluxe (1993年) ※日本限定盤

### コンピレーション・アルバム
- 『ザ・ベスト・オヴ・シャーデー』 - The Best of Sade (1994年)
- 『アルティメイト・コレクション』 - The Ultimate Collection (2011年)

### 映像作品
- 『ダイヤモンド・ライフ』 - Diamond Life Video (1985年)
- 『ライフ・プロミス・プライド・ラヴ』 - Life Promise Pride Love (1993年)
- 『ライヴ・イン・サン・ディエゴ』 - Live (1994年)
- 『ラヴァーズ・ライヴ』 - Lovers Live (2002年)
- Live in Munich 1984 (2011年)
- 『ブリング・ミー・ホーム:ライヴ2011』 - Bring Me Home: Live 2011 (2012年)

## 日本公演
- 1984年 「THE DIAMOND LIFE TOUR」
  - 9月7日（金）六本木インクスティック（東京都）
  - 9月8日（土）ラフォーレ・ミュージアム原宿（東京都）
  - 9月9日（日）ラフォーレ・ミュージアム原宿（東京都）
  - 9月10日（月）新宿ツバキハウス（東京都）
  - 9月14日（金）六本木インクスティック（東京都）
  - 9月15日（土）日比谷野外音楽堂（東京都）

- 1986年 「PROMISE TOUR」
  - 8箇所を予定、北海道等公演中止あり
  - 5月 渋谷公会堂
  - 5月8日 名古屋市公会堂
  - 5月11日 中野サンプラザ

- 1993年 「THE LOVE DELUXE TOUR」
  - 6月22日（火）渋谷クラブクアトロ（東京都）
  - 6月23日（水）横浜文化体育館（神奈川県）
  - 6月24日（木）日本武道館（東京都）
  - 6月26日（土）広島メルパルクホール（広島県）
  - 6月27日（日）心斎橋クラブクアトロ（大阪府）
  - 6月28日（月）大阪フェスティバルホール（大阪府）
  - 6月30日（水）名古屋市公会堂（愛知県）
  - 7月1日（木）名古屋クラブクアトロ（愛知県）
  - 7月3日（土）東京ベイNKホール（千葉県）
  - 7月4日（日）東京ベイNKホール（千葉県）